# مانامپاترانا
مانامپاترانا (به لاتین: Manampatrana) یک منطقهٔ مسکونی در ماداگاسکار است که در ایکونگو واقع شده‌است. مانامپاترانا ۱۸٬۰۰۰ نفر جمعیت دارد و ۲۸۳ متر بالاتر از سطح دریا واقع شده‌است.